# Nagroda Turnera
Nagroda Turnera – nagroda w dziedzinie sztuk plastycznych przyznawana przez Tate Britain (dawna Tate Gallery) od 1984 roku. Laureatami mogą zostać artyści, którzy nie przekroczyli 50 roku życia i na stałe mieszkają w Wielkiej Brytanii.

## Historia nagrody
Została ona ufundowana przez grupę Patroni Nowej Sztuki (ang. Patrons of New Art), działającą od 1982 roku. Celem grupy była pomoc w zdobywaniu dla Tate Gallery najnowszych dzieł sztuki i zwiększenie zainteresowania sztuką współczesną.
Członkowie grupy wybrali nazwisko Williama Turnera, gdyż wydało im się odpowiednie z kilku powodów. Po pierwsze, był to jeden z największych artystów brytyjskich i wywarł duży wpływ na sztukę europejską. Za ważny argument fundatorzy uznali fakt, że w czasie gdy tworzył, jego sztuka była kontrowersyjna. Wiadomo też, że jego życzeniem było ufundowanie nagrody dla młodych artystów.
Pierwszym fundatorem został, wtedy anonimowy, jeden z założycieli Patronów – Oliver Prenn. Przez pierwsze trzy lata nagroda wynosiła 10 tysięcy funtów szterlingów. W latach 1987-89 Prenna zastąpiła amerykańska spółka inwestycyjna – Drexel Burnham Lambert International Inc. W roku 1990 nagrody nie przyznano, gdyż spółka upadła. Kanał 4 brytyjskiej telewizji fundował nagrodę w latach 1991-2003 i podniósł jej wartość do 20 tysięcy funtów. W następnym roku wartość nagrody wzrosła do 40 tysięcy.
Początkowo nagroda była przeznaczona dla ludzi, którzy w danym roku wnieśli znaczny wkład w sztukę w Brytanii. W związku z tym laureatami mogli stać się również krytycy i inni ludzie związani ze sztuką. Do 1991 roku nie było także ograniczenia wieku. Pierwszym laureatem został Malcolm Morley.

## Zwycięzcy
- 1984: Malcolm Morley
- 1985: Howard Hodgkin
- 1986: Gilbert & George
- 1987: Richard Deacon
- 1988: Tony Cragg
- 1989: Richard Long
- 1990: nagroda nie przyznana (z powodu braku fundatora)
- 1991: Anish Kapoor
- 1992: Grenville Davey
- 1993: Rachel Whiteread
- 1994: Antony Gormley
- 1995: Damien Hirst
- 1996: Douglas Gordon
- 1997: Gillian Wearing
- 1998: Chris Ofili
- 1999: Steve McQueen
- 2000: Wolfgang Tillmans
- 2001: Martin Creed
- 2002: Keith Tyson
- 2003: Grayson Perry
- 2004: Jeremy Deller
- 2005: Simon Starling
- 2006: Tomma Abts
- 2007: Mark Wallinger
- 2008: Mark Leckey
- 2009: Richard Wright
- 2010: Susan Philipsz
- 2011: Martin Boyce
- 2012: Elizabeth Price
- 2013: Laure Prouvost
- 2014: Duncan Campbell
- 2015: Assemble[1]